# Ophiopogon subverticillatus
Ophiopogon subverticillatus là một loài thực vật có hoa trong họ Măng tây. Loài này được Gagnep. ex L.Rodr. mô tả khoa học đầu tiên năm 1928.